# Osmar Milito
Osmar Amilcar Milito (São Paulo, 27 de maio de 1941 – Rio de Janeiro, 23 de setembro de 2024) foi um pianista e compositor brasileiro. É considerado um dos maiores pianistas de jazz e bossa nova de todos os tempos, tendo alcançado renome internacional.

## Carreira

### Início de carreira
Milito começou sua carreira artística em 1964, acompanhando artistas como Sylvinha Telles, Leny Andrade, Nara Leão, Maria Bethânia, Vinícius de Morais, Gilberto Gil, Jorge Ben, Elis Regina e Pery Ribeiro, entre outros.

### Carreira internacional
Logo em seguida, Osmar foi convidado a apresentar-se no México e nos Estados Unidos, onde residiu por dois anos, atuando com Sérgio Mendes realizando shows em Las Vegas e em diversas Universidades norte-americanas.
Retornou ao Brasil na década de 1970, tendo participado de apresentações de Chico Buarque, Ivan Lins, Marcos Valle e Nana Caymmi, entre outros. Em 1971, gravou seu primeiro LP, lançado simultaneamente na Argentina, Japão, Estados Unidos e Europa. Dividiu também com Hermeto Pascoal a faixa "Tema Jazz" gravada no songbook instrumental de Tom Jobim. Participou do Festival Internacional da Canção com sua música "América do Sol". Ele também participou de vários shows, acompanhando artistas mundialmente famosos como Liza Minelli, Sarah Vaughan, Tony Bennett, Sammy Davis, Jr., Pat Metheny, Shelly Mane, Randy Brecker, Spanky Wilson, Mark Murphy e Benny Golson, entre outros.

### Outros trabalhos importantes no Brasil
Inaugurou e atuou em diversas casas noturnas do Rio de Janeiro, montando grupos que contaram com a participação de Márcio Montarroyos, Pascoal Meirelles, Mauro Senise, Lenny Andrade e Djavan, entre outros artistas. Foi também compositor de trilhas sonoras para o cinema brasileiro. Como intérprete, gravou 8 LPs, quatro CDs e várias trilhas sonoras para novelas da TV Globo. Em 2005 lançou seu primeiro CD solo "Sonho de Lugar", produzido por Ricardo Cosac e com patrocínio do Hotel Novo Mundo.